# 師岡文男
師岡 文男（もろおか ふみお、1954年3月24日 - ）は、日本のスポーツ学者。上智大学文学部保健体育研究室教授。フライングディスクを日本に広めた人物である。東京都生まれ。

## 経歴
1954年東京都生まれ。父は写真家の師岡宏次。1976年上智大学文学部史学科卒業。1979年筑波大学大学院体育研究科修了後、上智大学文学部保健体育研究室助手、講師、助教授、1986－87年イリノイ大学客員講師を経て、2000年より上智大学教授。大学評議員・保健体育研究室長（2014年3月まで）・上智社会福祉専門学校・立教大学兼任講師も務めた。
1980年からフライングディスクを体育実技に採用し、13週の授業を開始。1980年フライングディスクチーム”FREAKS”設立と共に顧問に就任。1983年より日本フライングディスク協会（当時は日本フリスビー協会）総務担当理事として組織改革に乗り出す。1992年世界選手権大会を日本に初めて招致した。
更なる普及のために1992年より世界フライングディスク 連盟理事となり、2001年IOCが後援する第2のオリンピックWorld Gamesを秋田県に招致、アルティメットとディスクゴルフを正式種目に入れることに成功。その後、日本で2回目の世界選手権大会を2012年大阪府堺市に招致。
2013年5月には世界フライングディスク連盟をIOC準公認競技団体にすることに成功。
2019年2月22日、スポーツ庁参与に就任。任期は、2020年3月31日まで。

## 職歴
- 国際友好連盟  嘱託  1976/05/01-1977/05/21
- 国際友好連盟  学生部長  1977/05/22-1979/03/31
- イリノイ大学 レジャー研究学科  客員講師  1986/07/25-1987/03/31
- 千葉大学園芸学部  非常勤講師  1990/05/01-1995/03/31
- 筑波大学公開講座  非常勤講師  1991/12/01-2000/12/31
- 労働省勤労青少年指導者大学講座  非常勤講師  1994/07/01-2000/12/31
- 立教大学  兼任講師  2010/09/18-2011/03/31
- 立教大学  兼任講師  2011/04/01-2011/09/23
- 立教大学  兼任講師  2012/09/22-2013/03/31

## 学歴
- 上智大学  文学部  史学科  1976/03/24  卒業
- 筑波大学  体育研究科  その他  1977/03/25  その他  日本国
- 筑波大学  体育研究科  体育方法学専攻  修士  1979/03/25  修了

## 社会活動
- 全日本大学開放推進機構常任理事　 2008-現在
- アジア・フライングディスク連盟(AFDF)会長　 2008-現在
- （社）日本キャンプ協会国際交流委員長　 2008/04/01-現在
- （財）公園緑地管理財団研究顧問・国際委員・公園管理運営士認定委員　 2006-現在
- （社）全国大学体育連合常務理事・情報企画部長　 2006-現在
- アジア・オセアニア・キャンプ連盟（AOCF)会長　 2006-現在
- 千代田区江戸天下祭実行委員・業者選定審査会委員長　 2006/04/01-2008/03/31
- （財）まちみらい千代田理事　 2005/04-現在
- （財）日本ウエルネス協会理事　 2004-2007
- （N)国際自然大学校　理事　 2003-現在
- 公園レクリエーション世界大会in浜松組織委員会理事　 2003-2004
- （N)スペシャルオリンピックス日本理事　 2001-現在
- （N)日本フライングディスク協会副会長　 2001-現在
- （社）中央青少年団体連絡協議会国際委員　 2001-2003
- （社）日本オート・キャンプ協会理事　 1999-現在
- （財）日本スポーツクラブ協会評議員　 1999-現在
- BS-i 番組審議委員会委員長 1999/04-現在
- 第5回国際キャンプ会議組織委員会事務局長　 1998-2000
- IFPRA国際公園レクリエーション行政管理連合日本支部理事　 1997-現在
- （財）秋田ワールドゲームズ2001組織委員会常務理事　 1997-2001
- 国際キャンプ連盟（ICF)運営委員　 1997-2000
- （N)日本ワールドゲームズ協会執行理事（国際担当）　 1996-現在
- 日本ディスクゴルフ協会顧問　 1996-現在
- （財）日本ユースホステル協会評議員　 1995-現在
- （財）日本体育協会国際交流専門委員会委員　 1995-2005
- （財）千代田区コミュニティー振興公社理事　 1994-2004
- 日本コーフボール協会理事　 1993-現在
- （財）日本レクリエーション協会評議員・専門委員　 1993-現在
- 世界フライングディスク連盟理事　 1992-現在
- （財）笹川スポーツ財団評議員・専門委員
- （公財）ラボ国際交流センター非常勤理事

## 研究テーマ
- （主な研究分野）レジャー・レクリエーション学、生涯スポーツ学、野外教育学、ウエルネス研究
- 日本の大学における野外教育の現状  2002-2003
- オリンピック競技大会の招致問題に関する総合的研究  2006-2009  科学研究費補助金